# 新田惠海
新田惠海（日语：／ Nitta Emi，1985年12月10日—），日本女性配音員、歌手，出身於長野縣長野市，前屬『株式會社S』，目前隸屬於『DIFFERENCE』。身高153cm。

## 经历
长野县篠之井高等学校毕业。高中时代起与友人共同进行乐队活动，后就讀於县外的洗足學園音樂大學。

2009年3月，在株式会社S 新进艺人颁奖中获金奖。并且当天在颁奖会场获知自己与同事务所的社长・佐藤裕美的生日和血型完全一致。
2010年4月，加入株式会社S。作为游戏・OVA《T.P櫻～時空樹防衛戰～》中白河小鸟一角的声优出道。尽管原以歌手为目标参加了事务所的甄选，经过佐藤裕美的劝诱开始了声优活动。与声优活动同时承担的还有在Elements Garden提供乐曲的样本，以及合唱任务。
2012年1月，以PSP游戏《小魔女帕妃》主题曲《HEARTFUL WISH》一曲作为歌手出道。自称“小时后就喜欢音乐，长大了唱歌也是理所当然的”。
2013年開始感覺喉嚨不太舒服。2015年2月診斷發現聲帶結節（長繭），宣布短期期間休養。当年以「μ's」成員身分獲得第九回聲優獎歌唱賞。
2014年9月，以一曲作为独立歌手出道。
2015年11月8日，初次開辦個人演唱會，是次演唱會名為「EMUSIC〜始まりの場所〜」（EMUSIC~起始之地~）， 於TOKYO DOME CITY HALL舉行。
2015年12月31日，以μ's一員身份於第66回NHK紅白歌合戰登場。（首次登上）
2016年4月，被八卦杂志爆出疑似在以声优身份出道前曾参与成人色情影片拍摄，有關爆料並無直接證據證明屬實，其本人与事务所予以否认，引发Love Live!爱好者等人激烈的争论和猜测。
2016年6月，於橫濱國際平和會議場開辦了第二次個人演唱會名為（新田惠海 LIVE 2016 EAST EMUSIC～連接的旋律～）。
2017年8月9日，其事務所發出消息，指新田惠海將會由8月末完約後移籍至DIFFERENCE。
2018年10月，其官網上發出新田惠海被診斷出有肌張力障礙的消息。

## 人物
兴趣和喜好是逛咖啡店、卡拉OK、薄荷、恐龙、献血。是个重度恐龙迷，曾在Love Live! Fight Club中模仿恐龍叫聲「噗吼」的聲音，也是全日本恐龍鑑定三級。喜欢的人物是坂本真綾。
另外也是Sound Schedule的粉丝，并且参加了演唱会。2014年9月8日于东京电视台播放的（与徳井青空共同主持）中，Sound Schedule的主唱大石昌良作为嘉宾出场时，吐露了自己是Sound Schedule的忠实粉丝的事实，展现出了紧张不安的姿态。
很容易哭，常在錄音後哭成淚人兒。
曾在錄音現場配音時，大喊 µ's 高坂穗乃果的臺詞「大雨快停」時，身穿的吊帶肩帶滑落，被其他 µ's 成員目擊到，據本人在Fight Club提到，暫時不會穿那件衣服了。
家裡成員有爺爺、奶奶、父母、兩位妹妹和弟弟。

## 演出作品

### 電視動畫
2011年
- 歌之王子殿下 MAJI LOVE1000%（女高中生[15]、四之宮那月〈少年時代〉）
- 境界線上的地平線（瑪魯伽·納爾傑[16]）

2012年
- 境界線上的地平線II（瑪魯伽·納爾傑[17]）

2013年
- 初音島III（森園立夏）
- 歌之王子殿下 MAJI LOVE2000%（老師）
- Love Live!（高坂穗乃果）
- 當不成勇者的我，只好認真找工作了。（艾爾莎·庫爾夏爾）

2014年
- Love Live! 第二季（高坂穗乃果）
- 普通女高中生要做當地偶像（美馬都）
- 卡片鬥爭!! 先導者G（安城常葉）

2015年
- 偵探歌劇 少女福爾摩斯 TD（天城茉莉音）
- 山田君與7人魔女（深澤冴子）
- 其實我是（紅本明里）
- 卡片鬥爭!! 先導者G 齒輪危機篇（安城常葉）

2016年
- 夢幻之星Online2 The Animation（Silva）
- 謎解音（寶川日向）

2017年
- 不要輸！！惡之軍團！（KAKUWA☆旁白們 第12話旁白）
- 18if（美咲[18]）
- 無責任銀河☆泰勒（旁白、導航）
- KAITO×ANSA（寶川日向）

2018年
- 卡利古拉（Sweet P）

2019年
- 星光王子 KING OF PRISM -Shiny Seven Stars- （法月愛）

2020年
- 超異域公主連結 Re:Dive（真陽）

2021年
- 戰鬥員派遣中！（遺物）

### 劇場版動畫
2015年
- Love Live! 學園偶像電影（高坂穗乃果）

### OVA
2011年
- T.P櫻～時空樹防衛戰～（白河小鳥）

2014年
- 普通女高中生要做當地偶像（美馬都）
- Love Live!（高坂穗乃果）

### 遊戲
2011年
- T.P櫻～時空樹防衛戰～（Windows）白河小鳥 役
- 白騎士物語 -episode portable- ドグマ・ウォーズ（PSP）劇中歌合唱[19]

2012年
- 初音島III（Windows）森園立夏 役[20]、利卡·格林伍德 役
- D.C.III DASH 〜ダ・カーポIII Ver.1.3〜 USBメモリ版（Windows）森園立夏 役、利卡·格林伍德 役

2013年
- 神明與命運革命的悖論（PS3）龍崎庫羅艾爾 役[21][22]
- 境界線上的地平線 PORTABLE（PSP）瑪魯伽·納爾傑 役[23]
- D.C.III Plus 〜ダ・カーポIII プラス〜（PSP）森園立夏 役、利卡·格林伍德 役[24]
- フェアリーフェンサーエフ 妖精劍士f（PS3）愛佛爾 役[25]
- Love Live! 學園偶像祭（高坂穗乃果）
- 擂台☆夢想 女子摔角大戰（佐和六實）

2014年
- 妖怪們的午飯（百）
- 魔術少女（青柳櫻）
- Love Live! 學園偶像天國（高坂穗乃果）

2015年
- 公主連結！（野戶真陽）
- イロドリミドリ（明坂芹菜）

2018年
- 超異域公主連結 Re:Dive（真陽）

2019年
- TRAVIA RETURNS（Saber）
- 碧藍幻想（高坂穗乃果[26]）
- Love Live! 學園偶像祭 ALL STARS（高坂穗乃果）

## 音樂作品

### 單曲
| 枚  | 發售日        | 標題         | 規格編號   | 規格編號   | 最高位 |
| 枚  | 發售日        | 標題         | 限定盤     | 通常盤     | 最高位 |
| --- | ------------- | ------------ | ---------- | ---------- | ------ |
| 1st | 2014年9月10日 |              | EMTN-10002 | EMTN-10001 | 12位   |
| 2nd | 2015年2月18日 | 探求Dreaming | EMTN-10004 | EMTN-10003 | 15位   |
| 3rd | 2015年2月18日 | NEXT PHASE   | EMTN-10006 | EMTN-10005 | 12位   |
| 4th | 2016年2月17日 |              | EMTN-10011 | EMTN-10010 | 14位   |
| 5th | 2017年4月19日 | ROCKET HEART | EMTN-10015 | EMTN-10014 | 13位   |
| 6th | 2020年3月25日 | Sing Ring    |            | XNST-10021 |        |

### 專輯
| 枚  | 發售日         | 標題                  | 規格編號              | 規格編號   | 最高位 |
| 枚  | 發售日         | 標題                  | 限定盤                | 通常盤     | 最高位 |
| --- | -------------- | --------------------- | --------------------- | ---------- | ------ |
| 1st | 2015年10月21日 | EMUSIC                | EMTN-10009 EMTN-10008 | EMTN-10007 | 7位    |
| 2nd | 2018年5月16日  | EMUSIC 32 -meets you- | EMTN-10020 EMTN-10019 | EMTN-10021 | 17位   |

### 商業搭配
| 樂曲           | 商業搭配                                   | 時期   |
| -------------- | ------------------------------------------ | ------ |
| HEARTFUL WISH  | 遊戲《小魔女帕妃〜黑貓魔法店物語〜》片頭曲 | 2012年 |
|                | 遊戲《神靈附體Cross Hearty！》片尾曲       | 2012年 |
| My Love Story  | 遊戲《HHG 女神的終焉》片尾曲               | 2013年 |
| My Sphere      | 遊戲《吻痕》片頭曲                         | 2014年 |
|                | 遊戲《初音島III 〜Platinum Partner〜》插曲 | 2014年 |
| White Eternity | 遊戲《星辰戀曲的白色永恆》片頭曲           | 2014年 |
|                | 遊戲《春風Sensation！》片頭曲              | 2014年 |
|                | 遊戲《Chaos Rings III》片頭曲              | 2014年 |
|                | 遊戲《Sky Lore》主題曲                     | 2014年 |
| True Distance  | 遊戲《春吻》片頭曲                         | 2015年 |
| 探求Dreaming   | 電視動畫《偵探歌劇 少女福爾摩斯 TD》片尾曲 | 2015年 |
|                | 遊戲《間接之戀V》片頭曲                    | 2015年 |
| NEXT PHASE     | 電視動畫《卡片戰鬥先導者G》片尾曲          | 2015年 |
| Sweety wars❤   | 遊戲《PURAMAI WARS》片頭曲                 | 2015年 |
|                | 電視動畫《幸運邏輯》片尾曲                 | 2016年 |

## 註解
1. 1 2 3 4  .   [2011-02-08]. （原始内容存档于2013-05-30）.
2. ↑  . 信濃每日新聞. 2011-11-19.
3. ↑  . 洗足學園音樂大學. 2015-12-11  [2016-04-13]. （原始内容存档于2016-04-22）.
4. ↑  風見学園新聞部 第41回配信分にて。
5. ↑  .   [2011-02-13]. （原始内容存档于2019-12-08）.
6. ↑  新田恵海. . えみりんごの唄. エキサイト. 2014-01-19  [2014-07-11]. （原始内容存档于2019-12-08）.
7. 1 2  . 新田恵海Music web site. ブシロードミュージック. 2015-02-04  [2015-03-11]. （原始内容存档于2015-02-09） （日语）.
8. ↑  . @Nitta_Emi. 新田恵海本人のツイッターアカウントより. 2015-02-03  [2015-02-05]. （原始内容存档于2019-08-21）.
9. ↑  . @Nitta_Emi. 新田恵海本人のツイッターアカウントより. 2015-02-03  [2015-03-11]. （原始内容存档于2019-08-21）.
10. ↑  . 声優アワード.   [2015-03-11]. （原始内容存档于2015-03-25） （日语）.
11. ↑  . 搜狐娱乐.   [2017-09-01]. （原始内容存档于2019-09-19）.
12. ↑  . 2017-08-09  [2017-08-14]. （原始内容存档于2017-08-09）.
13. ↑  .   [2013-05-24]. （原始内容存档于2013-05-30）.
14. ↑  新田惠海的X（前Twitter）
15. ↑  .   [2013-02-02]. （原始内容存档于2019-12-07）.
16. ↑  .   [2013-02-02]. （原始内容存档于2013-06-05）.
17. ↑  .   [2013-02-02]. （原始内容存档于2016-09-02）.
18. ↑  . 電視動畫「18if」官網.   [2017-06-20]. （原始内容存档于2017-06-21）.
19. ↑  .   [2011-02-08]. （原始内容存档于2019-12-06）.
20. ↑  . Circus.   [2011-11-19]. （原始内容存档于2012-01-18）.
21. ↑  『電撃PlayStation』 Vol.524 2012年8月9日号。
22. ↑  . ファミ通.com.   [2011-10-17]. （原始内容存档于2019-12-14）.
23. ↑  『電撃PlayStation』 Vol.523 2012年7月26日号。
24. ↑  . D.C.III Plus ～ダ・カーポIII プラス～.   [2011-11-24]. （原始内容存档于2013-05-11）.
25. ↑  .   [2014-04-28]. （原始内容存档于2013-08-31） （日语）.
26. ↑  . 遊戲「碧藍幻想」官方網站. 2019-08-05  [2019-08-06].
27. ↑  . Fami通.com.   [2014-10-09]. （原始内容存档于2017-08-12）.

## 外部連結
- http://nittaemi.exblog.jp/ （页面存档备份，存于）
- EmiRing◎アルクマ応援隊 (@EmiRingOfficial) | Twitter
- 新田 恵海 (@Nitta_Emi) | Twitter （页面存档备份，存于）(停用)
- Nitta Emi (@nittaemi85) | Twitter （页面存档备份，存于）(使用中)
- EmiRing◎（@emiring_official_info）• Instagram
- EmiNitta（@tn_1210_typeb）• Instagram  （页面存档备份，存于）
- EmiRing◎｜新田恵海 OFFICIAL FANCLUB （页面存档备份，存于）